# Tokodaltáró
Tokodaltáró is een plaats (község) en gemeente in het Hongaarse comitaat Komárom-Esztergom. Tokodaltáró telt 3157 inwoners (2001).